# Johan Magnus Tellander
Johan Magnus Tellander, född den 31 mars 1825 i Åseda socken, Kronobergs län, död den 13 februari 1899 i Stenberga, var en svensk präst.
Tellander blev student vid Uppsala universitet 1849 och prästvigdes i Växjö 1851. Han blev 1860 komminister i Stenberga, en liten skogssocken i Östra härad, Jönköpings län, dit han flyttade två år senare. Djupt gripen av tidens väckelserörelser, ägnade han sig helt åt de religiösa uppgifterna och gjorde sig i vida kretsar känd som en kraftfull predikant och flitigt anlitad själasörjare. Med sin från barndomen bevarade kärlek till den pietistiskt färgade gammallutherska kyrkofromheten hade han ingenting emot en av prästerskapet kontrollerad religiös lekmannaverksamhet, men tog bestämdt avstånd från de inom vissa väckelsekretsar framträdande tendenserna till ensidig nådesförkunnelse. I likhet med många samtida sysslade han mycket med Uppenbarelseboken och sökte med ledning av Bengel och Roos se tidshändelserna i den nytestamentliga profetians ljus.